# Skisprungsaison 1978/79

←1977/78 – 1978/79 – 1979/80→

Die Skisprungssaison 1978/79 ist eine Übersicht über die wichtigsten Skisprungwettbewerbe in der Wintersportsaison 1978/79. Herausragende Wettbewerbe waren in diesem vorolympischen Winter die Vierschanzentournee und die 5. Skiflug-Weltmeisterschaft in Planica. Da speziell im Februar und März 1979 sich verschiedene traditionsreiche Skisprungwettbewerbe terminlich überschnitten, beschloss die FIS auf ihrem 32. Kongress Mitte Mai 1979 in Nizza nun endgültig, für die kommende Wintersportsaison 1979/80 einen Skisprung-Weltcup einzuführen. Sie folgte damit einer Entwicklung, die Anfang der 1970er Jahre mit der Einführung des Alpinen Skiweltcups begonnen hatte.

## Wettbewerbsübersicht
| Datum                                                      | Austragungsort         | Schanze                        | Bemerkung                                                 | Sieger                                                   | Zweiter                                          | Dritter                                            | Beleg  |
| ---------------------------------------------------------- | ---------------------- | ------------------------------ | --------------------------------------------------------- | -------------------------------------------------------- | ------------------------------------------------ | -------------------------------------------------- | ------ |
| 26. Dezember 1978                                          | St. Moritz             |                                | Weihnachtsspringen                                        | Hansjörg Sumi                                            | Sakae Tsuruga                                    | Robert Mösching                                    | [ 1 ]  |
| 27. Vierschanzentournee:                                   |                        |                                |                                                           |                                                          |                                                  |                                                    |        |
| 30. Dezember 1978                                          | Oberstdorf             | Schattenbergschanze K115       |                                                           | Juri Michailowitsch Iwanow                               | Jochen Danneberg                                 | Pentti Kokkonen                                    | [ 2 ]  |
| 2. Januar 1979                                             | Garmisch-Part.         | Große Olympiaschanze K107      |                                                           | Josef Samek                                              | Bogdan Norčič                                    | Pentti Kokkonen                                    | [ 3 ]  |
| 3. Januar 1979                                             | Innsbruck              | Bergiselschanze K106           |                                                           | Pentti Kokkonen                                          | Roger Ruud                                       | Jochen Danneberg                                   | [ 4 ]  |
| 6. Januar 1979                                             | Bischofshofen          | Paul-Außerleitner-Schanze K106 |                                                           | Pentti Kokkonen                                          | Johan Sætre                                      | Piotr Fijas                                        | [ 5 ]  |
| Tournee-Gesamtwertung:                                     | Tournee-Gesamtwertung: | Tournee-Gesamtwertung:         | Tournee-Gesamtwertung:                                    | Pentti Kokkonen                                          | Hansjörg Sumi                                    | Jochen Danneberg                                   | [ 5 ]  |
| 10. Januar 1979                                            | Cortina d’Ampezzo      | Trampolino Italia K92          |                                                           | Alfred Groyer                                            | Hans Millonig                                    | Hans Wallner                                       | [ 6 ]  |
| 4. Februar 1979                                            | Murau                  |                                |                                                           | Armin Kogler                                             | Klaus Tuchscherer                                | Peter Leitner                                      | [ 7 ]  |
| 8. Februar 1979                                            | Lake Placid            |                                | Vorolympische Wettkämpfe                                  | Peter Leitner                                            | Pentti Kokkonen                                  | Jochen Danneberg                                   | [ 8 ]  |
| 10. Februar 1979                                           | Lake Placid            |                                | Vorolympische Wettkämpfe                                  | Pentti Kokkonen                                          | Harald Duschek                                   | Jim Denney                                         | [ 9 ]  |
| 14. Februar 1979                                           | St. Moritz             | Olympiaschanze K94             | Schweizer Springertournee                                 | Hansjörg Sumi                                            | Robert Mösching                                  | Klaus Tuchscherer                                  | [ 10 ] |
| 16. Februar 1979                                           | Gstaad                 | Mattenschanze K88              | Schweizer Springertournee                                 | Hansjörg Sumi                                            | Lido Tomasi                                      | Thomas Meisinger                                   | [ 11 ] |
| 18. Februar 1979                                           | Engelberg              | Gross-Titlis-Schanze K116      | Schweizer Springertournee                                 | Robert Mösching                                          | Bjarne Næs                                       | Peter Leitner                                      | [ 12 ] |
| 23. Februar 1979                                           | Falun                  | Lugnet-Schanzen K89            | Schwedische Skispiele                                     | Roger Ruud                                               | Pentti Kokkonen                                  | Hansjörg Sumi                                      | [ 13 ] |
| 24. Februar 1979                                           | Falun                  | Lugnet-Schanzen K89            | Schwedische Skispiele                                     | Johan Sætre                                              | Pentti Kokkonen                                  | Jim Denney                                         | [ 13 ] |
| 23. Februar 1979                                           | Sapporo                |                                | Miyasama-Games                                            | Harald Duschek                                           | Hirokazu Yagi                                    | Jouko Törmänen                                     | [ 13 ] |
| 24. Februar 1979                                           | Sapporo                |                                | Miyasama-Games                                            | Per Bergerud                                             | Hirokazu Yagi                                    | Harald Duschek                                     | [ 13 ] |
| 25. Februar 1979                                           | Sapporo                |                                | Miyasama-Games                                            | Jochen Danneberg                                         | Jouko Törmänen                                   | Per Bergerud                                       | [ 13 ] |
| 24. Februar 1979                                           | Thunder Bay            | Big Thunder K89                | Thunder Bay International                                 | Pertti Tuhkanen                                          | Keijo Korhonen                                   | Tauno Käyhkö                                       | [ 14 ] |
| 25. Februar 1979                                           | Thunder Bay            | Big Thunder K120               | Thunder Bay International                                 | Horst Bulau                                              | Pertti Tuhkanen                                  | Tauno Käyhkö                                       | [ 14 ] |
| 24. Februar 1979                                           | Iron Mountain          | Pine Mountain Jump             | Iron Mountain International                               | Alois Lipburger                                          | Alfred Groyer                                    | Kip Sundgaard                                      | [ 14 ] |
| 25. Februar 1979                                           | Iron Mountain          | Pine Mountain Jump             | Iron Mountain International                               | Armin Kogler                                             | Alfred Groyer                                    | Kip Sundgaard                                      | [ 14 ] |
| 27. Februar 1979                                           | Zakopane               | Średnia Krokiew K82            | VII. SKDA-Winterspartakiade                               | Jochen Danneberg                                         | Stanisław Bobak                                  | Martin Weber                                       | [ 15 ] |
| 4. März 1979                                               | Zakopane               | Wielka Krokiew K115            | VII. SKDA-Winterspartakiade                               | Jochen Danneberg                                         | Ján Tánczos                                      | Stanisław Bobak                                    | [ 16 ] |
| 3. März 1979                                               | Lahti                  | Salpausselkä-Schanze K70       | Lahti Ski Games                                           | Jim Denney                                               | Kari Heinonen                                    | Alexei Borowitin                                   | [ 16 ] |
| 3. März 1979                                               | Lahti                  | Salpausselkä-Schanze K70       | Lahti Ski Games                                           | ÖsterreichArmin Kogler Klaus Tuchscherer Alois Lipburger | FinnlandKari Heinonen Jari Larinto Ari Oulavuori | JapanHirokazu Yagi Takafumi Kawabata Yūji Kawamura | [ 17 ] |
| 4. März 1979                                               | Lahti                  | Salpausselkä-Schanze K90       | Lahti Ski Games                                           | Pentti Kokkonen                                          | Bogdan Norčič                                    | Klaus Tuchscherer                                  | [ 16 ] |
| 3./4. März 1979                                            | Oberstdorf             |                                | Skiflugwoche                                              | Andreas Hille                                            | Josef Samek                                      | Leoš Škoda                                         | [ 16 ] |
| 11. März 1979                                              | Oberhof                |                                | VIII. Internationale Oberhofer Skispiele                  | Harald Duschek                                           | Andreas Hille                                    | Jochen Danneberg                                   | [ 18 ] |
| 11. März 1979                                              | Oslo                   | Holmenkollbakken K105          |                                                           | Per Bergerud                                             | Johan Sætre                                      | Waleri Sawin                                       | [ 19 ] |
| 15. bis 18. März 1979 Skiflug-Weltmeisterschaft in Planica |                        |                                |                                                           |                                                          |                                                  |                                                    |        |
| 23. März 1979                                              | Štrbské Pleso          | MS 1970 A K110                 | Tatra-Pokal                                               | Piotr Fijas                                              | Martin Weber                                     | Ján Tánczos                                        | [ 20 ] |
| 24. März 1979                                              | Štrbské Pleso          | MS 1970 A K110                 | Tatra-Pokal                                               | Hansjörg Sumi                                            | Piotr Fijas                                      | Leoš Škoda                                         | [ 20 ] |
| 31. März 1979                                              | Oberwiesenthal         |                                | Internationaler Sprunglauf um den Pokal der Freien Presse | Hubert Neuper                                            | Martin Weber                                     | Armin Kogler                                       | [ 21 ] |
| 1. April 1979                                              | Oberwiesenthal         | Hansjörg Sumi                  | Internationaler Sprunglauf um den Pokal der Freien Presse | Martin Weber                                             | Jochen Danneberg                                 | [ 21 ]                                             |        |